# Teenage Mutant Ninja Turtles: The Cowabunga Collection
Teenage Mutant Ninja Turtles: The Cowabunga Collection es una compilación de videojuegos desarrollado por Digital Eclipse y publicado por Konami. Incluye 13 videojuegos de la franquicia de las Tortugas Ninja desarrollado por Konami durante la década de 1980 y 1990. Su fecha de lanzamiento fue el 30 de agosto de 2022 y está disponible para las plataformas de Nintendo Switch, PlayStation 4, PlayStation 5, Xbox One, Xbox Series X/S y Microsoft Windows vía Steam.

## Contenido
| Lanzamiento original | Título                                                           | Sistema      | Jugadores       | Multijugador en línea |
| -------------------- | ---------------------------------------------------------------- | ------------ | --------------- | --------------------- |
| 1989                 | Teenage Mutant Ninja Turtles (NES)                               | NES          | Un solo jugador | No soportado          |
| 1989                 | Teenage Mutant Ninja Turtles (Arcade)                            | Arcade       | Multijugador    | Por determinar        |
| 1990                 | Teenage Mutant Ninja Turtles II: The Arcade Game                 | NES          | Multijugador    | Por determinar        |
| 1990                 | Teenage Mutant Ninja Turtles: Fall of the Foot Clan              | Game Boy     | Un solo jugador | No soportado          |
| 1991                 | Teenage Mutant Ninja Turtles: Turtles in Time                    | Arcade       | Multijugador    | Por determinar        |
| 1991                 | Teenage Mutant Ninja Turtles IV: Turtles in Time                 | SNES         | Multijugador    | Por determinar        |
| 1991                 | Teenage Mutant Ninja Turtles II: Back from the Sewers            | Game Boy     | Un solo jugador | No soportado          |
| 1992                 | Teenage Mutant Ninja Turtles III: The Manhattan Project          | NES          | Multijugador    | Por determinar        |
| 1992                 | Teenage Mutant Ninja Turtles: The Hyperstone Heist               | Sega Genesis | Multijugador    | Por determinar        |
| 1993                 | Teenage Mutant Ninja Turtles III: Radical Rescue                 | Game Boy     | Un solo jugador | No soportado          |
| 1993                 | Teenage Mutant Ninja Turtles: Tournament Fighters (SNES)         | SNES         | Multijugador    | Por determinar        |
| 1993                 | Teenage Mutant Ninja Turtles: Tournament Fighters (Sega Genesis) | Sega Genesis | Multijugador    | Por determinar        |
| 1993                 | Teenage Mutant Ninja Turtles: Tournament Fighters (NES)          | NES          | Multijugador    | Por determinar        |

Esta compilación proporciona opciones de guardado de partidas, funciones de retroceso, mapeo de botones, así como opciones en línea en algunos juegos y asistencia local en todos los juegos donde se había planeado originalmente. Prácticamente todos los títulos incluirán las versiones occidental y japonesa, con las excepciones del primer juego de arcade y la versión de NES de Tournament Fighters, que no presentaban versiones japonesas.

## Desarrollo y publicación
La compilación ha sido desarrollada por Digital Eclipse, quien ha trabajado previamente en otras colecciones tales como Disney Classic Games Collection y Street Fighter 30th Anniversary Collection.
The Cowabuga Collection fue anunciado el 9 de marzo de 2022 como una parte del evento State of Play de PlayStation. También fue presentado en la Convención Internacional de Cómics de San Diego. Se lanzó para las plataformas de Nintendo Switch, PlayStation 4, PlayStation 5, Windows, Xbox One y Xbox Series X/S el 30 de agosto del 2022. El juego también se incluyó en una edición limitada, acompañada de una caja original, una copia física del juego, un póster de tela, diorama acrílico, juego de pines de esmalte, 12 cartas de luchadores del torneo, y un libro de artes de 180 páginas. La caja y el póster de tela fueron diseñados por el cocreador de Teenage Mutant Ninja Turtles, Kevin Eastman.